# Jan Bondol

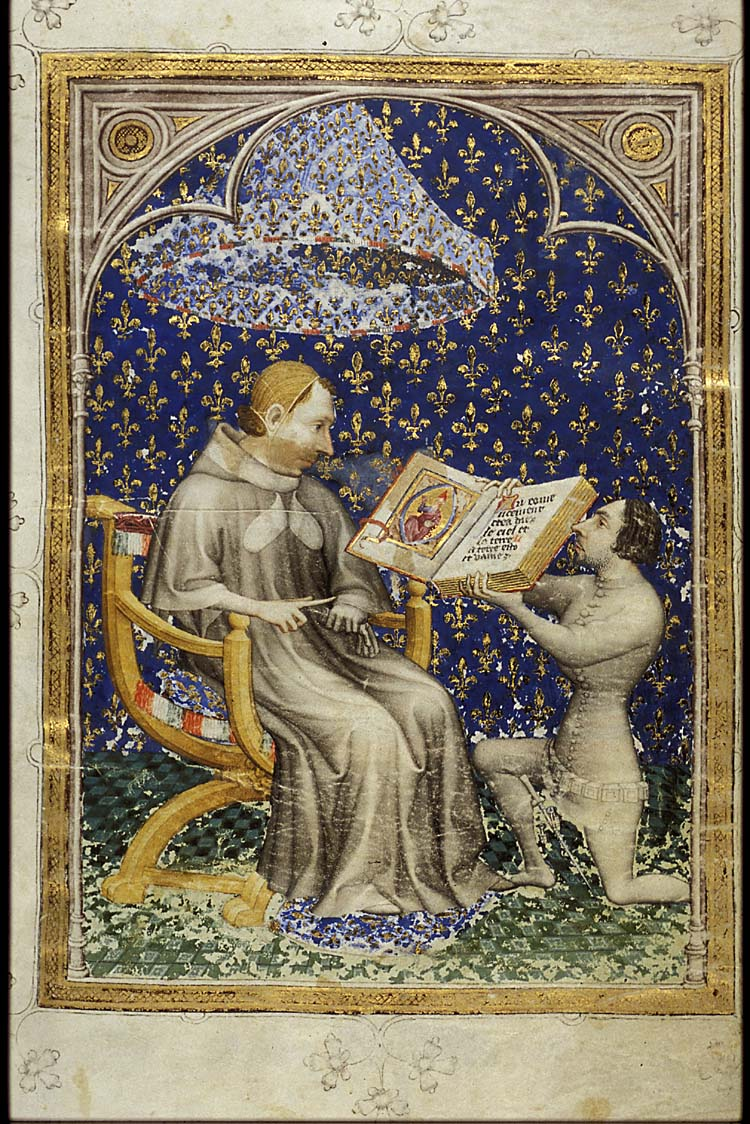
Buchmalerei aus der Vaudetar-Bibel von 1372 (Museum Meermanno/Haus des Buches in Den Haag)

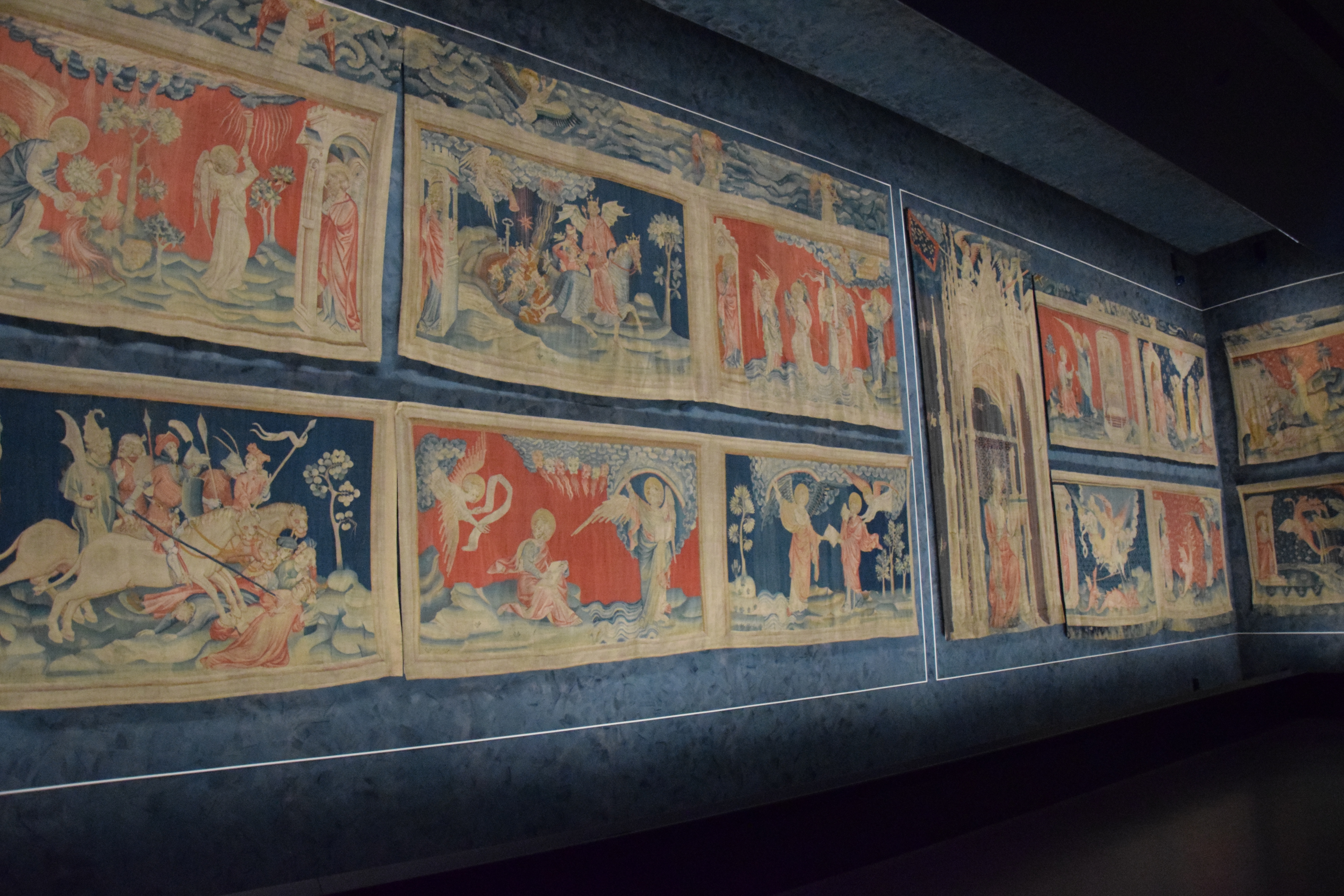
Jan Bondol (Entwurf): Apokalypse-Teppiche, um 1373–80, Schloss Angers.

Jan Bondol auch Jan van Bondol oder Jan Baudolf (* um 1340 in Brügge; † um 1400) war ein flämischer Buchmaler und Maler in der zweiten Hälfte des 14. Jahrhunderts. In Frankreich war er auch unter den Namen Jean de Bondol, Jean de Bruges oder Hennequin de Bruges bekannt.

## Wirken
Bondol wurde in Brügge geboren und wirkte von 1368 bis 1381 am französischen Hof des Königs Karl V. von Frankreich als Miniaturenmaler und Entwerfer von Wandteppichen. Für den Herzog Ludwig von Anjou, den Bruder Karls, schuf er die Entwürfe für sechs Teppiche (ausgeführt 1373 bis 1380) mit Darstellungen der Apokalypse des Johannes: Als Vorlage diente eine Handschrift des 13. Jahrhunderts aus der Privatbibliothek Karls. Die Anfertigung der Teppiche erfolgte durch die Webermeister Nicolas Bataille, dem maßgeblich die Koordination des Unternehmens oblag, und Robert Poisson, in dessen Atelier ein Großteil der Webarbeiten erfolgte. Bondol war einer der ersten Vertreter der Internationalen Gotik: Mit Eleganz und Liebe zum Detail stellte er realistische Landschaften und menschliche Gestalten dar. So dokumentiert eine seiner Miniaturen in der um 1375 entstandenen „Histoire ancienne jusqu`à César II“ einen Kaiserschnitt, der durch eine Frau durchgeführt wird.

## Werke
- Bible historiale des Jean de Vaudetar (1371; 29,2 × 215 cm; Den Hag, Museum Meermanno-Westreenianum Ms. 10 B 23)[3]
- Apokalypse-Teppich für den Herzog von Anjou (1374–1381; Angers, Musée des Tapisseries)[4]